# Rhynchostegiella ramicola
Rhynchostegiella ramicola là một loài rêu trong họ Brachytheciaceae. Loài này được Broth. Broth. mô tả khoa học đầu tiên năm 1909.